# Capital Moto Week
O Capital Moto Week é um festival de música e motos realizado anualmente na cidade de Brasília. É reconhecido por ser o maior festival de motos e rock da américa latina e o terceiro maior do mundo. 
A edição de 2024 ocupou uma área de 320 mil metros quadrados e contou com mais de 100 shows espalhados pelos cinco palcos do evento.
Em 2025 o destaque foi o show da banda canadense Magic! na sexta-feira, dia 1° de agosto.

## História
O evento tem suas origens no encontro chamado "Dia do Motociclista" organizado por Adams, um dos pioneiros do motociclismo em Brasília, no estacionamento do estádio Mané Garrincha.
A primeira edição como o nome de Moto Capital ocorreu em 2004, idealizado por Sérgio Cruz.. Desde então, o evento não parou de crescer, tornando-se o encontro de motos mais importante da América Latina, e o terceiro mais importante do mundo, depois dos eventos de Sturgis e Daytona. 
Em 2016, a exemplo de Daytona, o evento passa a ter 10 dias de duração e muda de nome para Capital Moto Week. Antes ocorria de quarta a domingo. Em 2015 cerca de 500 mil pessoas passaram pelo evento.

### Pandemia de COVID-19
Uma fase muito delicada para todos os realizadores de festivais, a pandemia paralizou completamente o festival, forçando a produtora a explorar novos modelos de eventos. 

#### Spin-offs
Durante a pandemia de COVID-19 o festival realizou eventos paralelos seguindo os moldes aceitáveis para o período pandêmico (2020-2021), sendo eles Alive e Ride-in Live II

### Retorno
A retomada do festival após a pandemia ocorreu entre os dias 21 a 30 de julho de 2022. Em sua 17ª edição, o evento recebeu mais de 800 mil pessoas e cerca de 300 mil motocicletas no Parque de Exposições da Granja do Torto.